# Club Deportivo El Ejido 2012
Club Deportivo El Ejido 2012 é um clube de futebol espanhol da cidade de El Ejido, na província de Almeria. Disputa atualmente a Tercera Federación, a quinta divisão do futebol espanhol.
Fundado em agosto de 2012, o clube herdou as cores azul-celeste e branco do Poli Ejido, extinto em janeiro do mesmo ano por problemas financeiros. Jogando nas divisões inferiores, venceu o Grupo IV da Primeira Regional da Andaluzia, garantindo o acesso à Tercera División (quarto nível do futebol nacional) de 2014/15.
Na temporada 2015/16, obteve a promoção para a Segunda División B, ficando em 12º na temporada de estreia. Com o quarto lugar na edição seguinte, quase emplacou mais um acesso, porém caiu nos play-offs para o Laredo.
Na temporada 2018–19, foi rebaixado à Quarta Divisão depois de ficar em 17º entre 20 clubes. Voltou à Segunda División B um ano depois, ficando em 2º em seu grupo. Após 3 temporadas, caiu para a Tercera Federación (quinta divisão).

## Estádio
A equipe utiliza o Estádio Municipal Santo Domingo (usado anteriormente pelo Poli Ejido), inaugurado em 2001, e que possui capacidade para 7.870 lugares, para o mando de seus jogos.